# Ernst Maria Lang

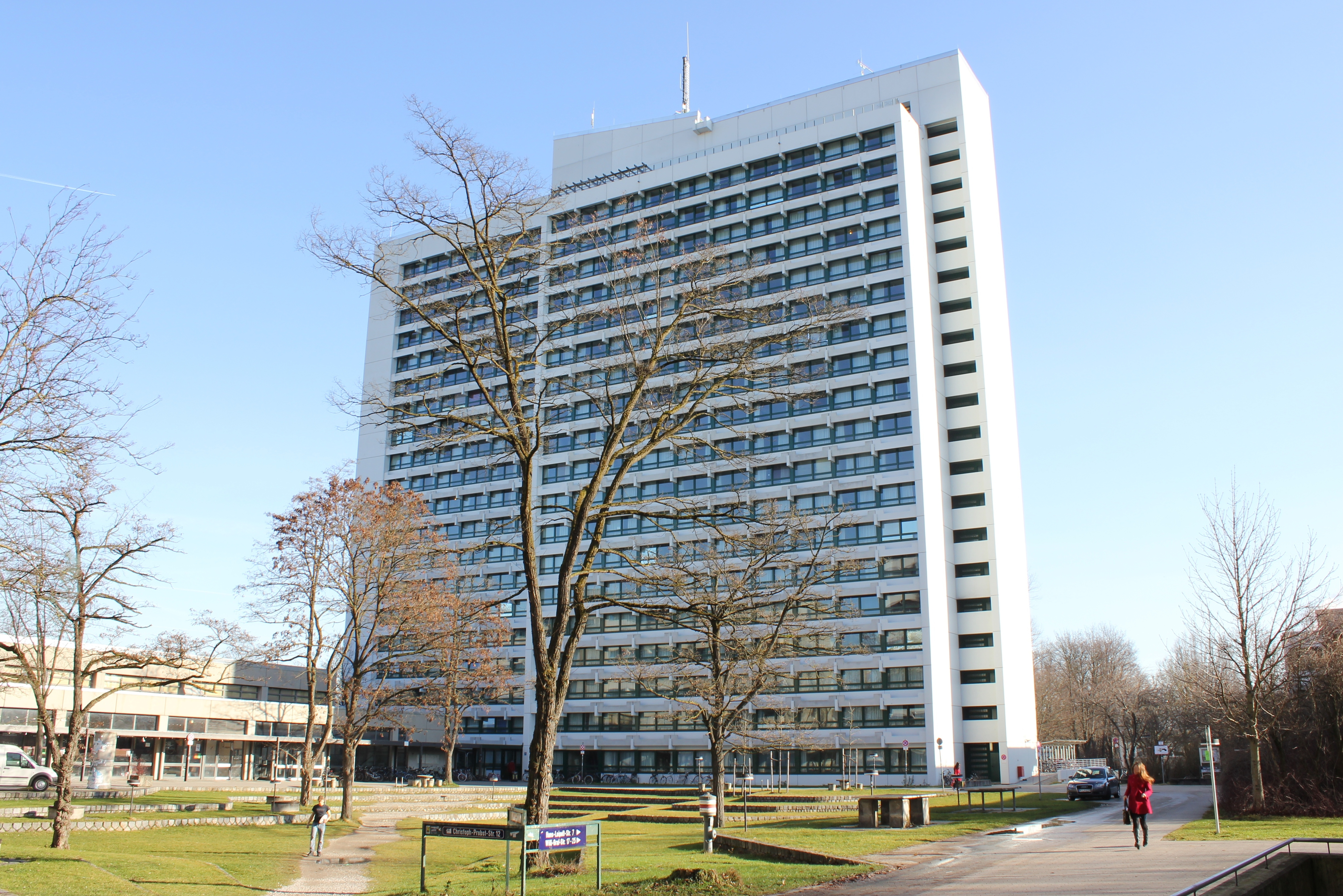
Das größte Gebäude der Studentenstadt Freimann: Hanns-Seidel-Haus

Ernst Maria Lang (* 8. Dezember 1916 in Oberammergau; † 1. August 2014 in München) war ein Architekt in München und von 1947 bis 2003 Karikaturist der Süddeutschen Zeitung.

## Leben
Lang wuchs in Oberammergau auf, wo seine Kindheit durch „Eindrücke vom Passionsspiel, ein bisschen Weihrauch und viel Gesang“ geprägt wurde. Sein Vater war der akademische Bildhauer und Passionsspielleiter Georg Johann Lang (1891–1968). Zu seinen Vorfahren gehörte der Geistliche Rat Joseph Alois Daisenberger (1799–1883), der Verfasser des Textes der weltberühmten Oberammergauer Passionsspiele.

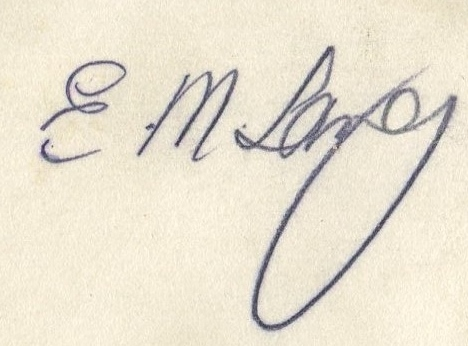
Signatur von Ernst Maria Lang

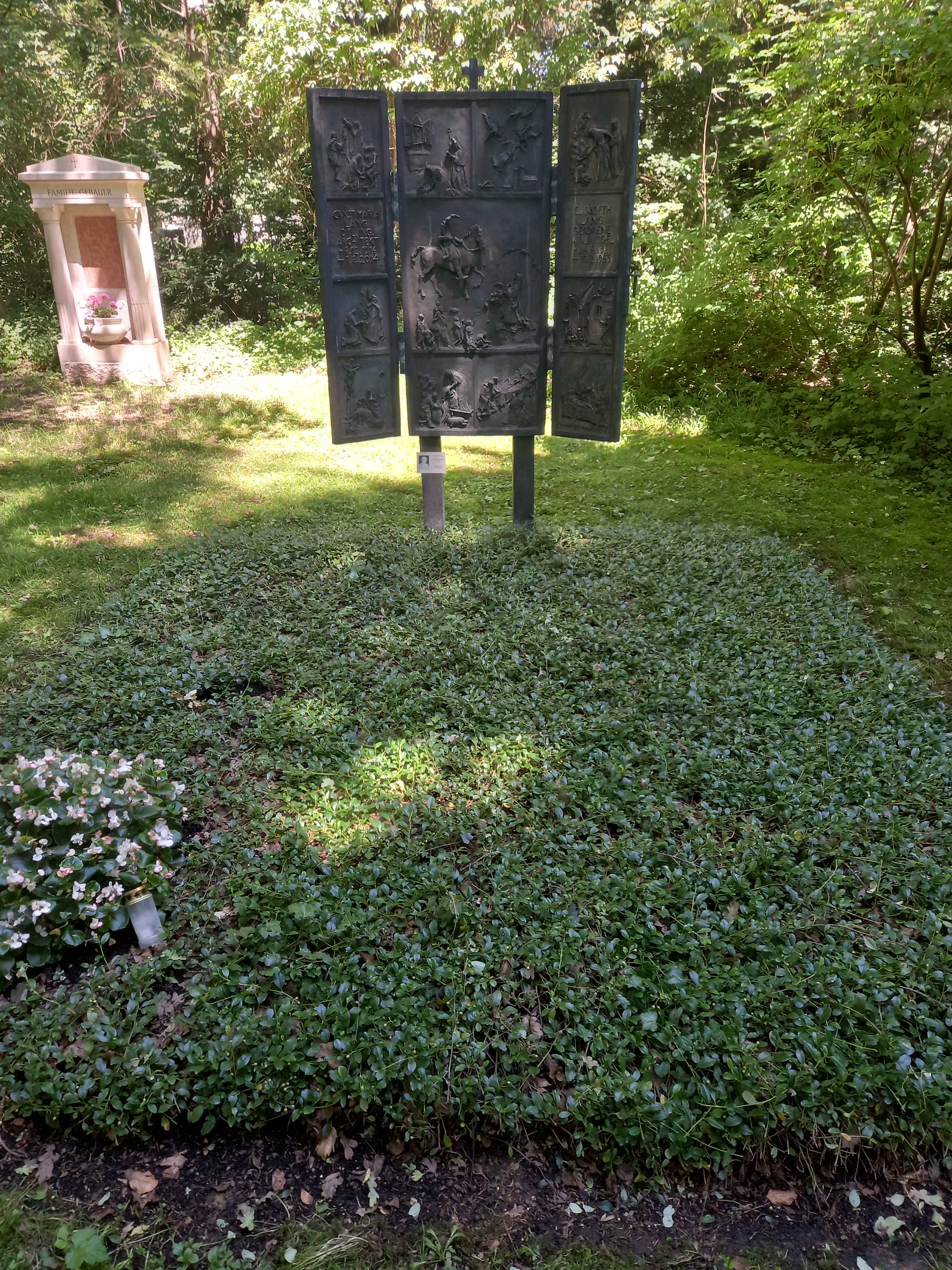
Das Grab von Ernst Maria Lang und seiner Ehefrau Elisabeth geborene Waldvogel auf dem Waldfriedhof Solln in München

Nachdem sich Lang bereits seit seinem zwölften Lebensjahr mit satirischen Zeichnungen befasst hatte, führte 1934 eine Karikatur wegen „Verächtlichmachung des Nationalsozialismus“ zu seinem Ausschluss aus der Hitlerjugend. 1936 bestand er sein Abitur am Gymnasium des Benediktinerklosters Ettal. Danach leistete er Reichsarbeitsdienst in der Thüringer Rhön und ab Oktober 1936 Wehrdienst bei den Pionieren in Ingolstadt, den er als Reserveoffizieranwärter beendete. 1938 schrieb er sich an der Technischen Hochschule München für Architektur ein und wurde schließlich zum Kriegsdienst eingezogen, den er als Hauptmann überlebte. Der Zweite Weltkrieg habe ihm gleich „ein paar Mal das Fell durchlöchert“, kommentierte Lang später lakonisch.
Nach Kriegsende studierte er weiter Architektur an der Technischen Hochschule München und schloss 1947 als Diplom-Ingenieur ab. Von 1947 bis 1949 arbeitete er als Assistent an der Technischen Hochschule München. 1947 wurde Ernst Maria Lang politischer Karikaturist bei der liberalen Süddeutschen Zeitung, die zwei Jahre zuvor als erste Münchner Lizenzzeitung der Amerikanischen Besatzungszone gegründet worden war. Von 1949 bis 1950 zeichnete er auch für die satirische Zeitschrift Der Simpl. Seit 1950 betätigte sich Lang als selbständiger Architekt in München. Ab November 1954 wurde Lang Karikaturist beim Bayerischen Fernsehen, das im selben Monat seinen Sendebetrieb aufgenommen hatte. Bis 1989 zeichnete er v. a. für die Sendung „Bayern Report“. Zwischen 1961 und 1981 leitete er das Berufsbildungszentrum für Bau und Gestaltung in München. Von 1965 bis 1971 war Lang Landesvorsitzender des Bundes Deutscher Architekten in Bayern und von 1971 bis 1991 Präsident der Bayerischen Architektenkammer, deren Ehrenpräsident er seit 1991 war. Am 29. September 2003 meldete die Rubrik „Kultur & Szene“ von br-online.de, dass die Leser der Süddeutschen Zeitung künftig auf „das barocke Signatur-‚L‘“ würden verzichten müssen: „Ernst Maria Lang (86), seit fünf Dekaden ‚politischer Zeichner‘ bei der SZ und etliche Jahre auch beim BR, legt seine Feder trocken.“
Lang veröffentlichte in der Süddeutschen Zeitung bis dahin weit über 4000 Karikaturen: am 27. November 1947 war seine erste Zeichnung gedruckt worden, am 20. September 2003 seine letzte.
Als Architekt gestaltete er die Münchner Studentenstadt als größte derartige Ansiedlung in der Bundesrepublik Deutschland sowie die Großsiedlung Am Hasenbergl.

## Familie
Ernst Maria Lang heiratete 1941 Liselotte Waldvogel († 1985). Aus der Ehe gingen fünf Kinder hervor: Petra (* 1941; † 1995), Michaela (* 1944), Florian (* 1946; † 2003) und die Zwillinge Barbara und Susanne (* 1948). Seit 1986 lebte er mit Erika Helmbrecht zusammen.

## Auszeichnungen
Lang wurde 1966 mit dem Theodor-Wolff-Preis des Bundesverbandes Deutscher Zeitungsverleger geehrt, 1979 mit dem Schwabinger Kunstpreis, 1992 mit dem Bayerischen Poetentaler der süddeutschen Literatenvereinigung „Münchner Turmschreiber“, 2001 mit dem Ernst-Hoferichter-Preis der Stadt München und im Mai 2006 mit dem Ehrenpreis des Verbandes Freier Berufe in Bayern. Außerdem erhielt er u. a. die Ludwig-Thoma-Medaille der Stadt München, den Wilhelm-Hoegner-Preis der bayerischen Landtags-Fraktion der SPD, die Bayerische Staatsmedaille für Wirtschaft, den Maximiliansorden und die Bayerische Verfassungsmedaille in Gold. Am 22. Januar 2007 überreichte ihm Oberbürgermeister Christian Ude den Kulturellen Ehrenpreis der Landeshauptstadt München 2006 im Saal des Alten Rathauses. Langs Zeichnungen sind Bestandteil der Neuen Sammlung in München und befinden sich in der Pinakothek der Moderne, eine Ehre, die politischen Karikaturisten nur selten zuteilwird.

## Zitate
- „Und so möchte ich den bayerischen Politikern den Wunsch mit auf den Weg geben: Wohl bekomm’s.“[7] (Ernst Maria Lang über die politischen Gegner Hans Ehard und Wilhelm Hoegner zu Zeiten der SPD-geführten Viererkoalition)
- „Er kommt halt aus der bayerischen Demokratur.“[8] (Ernst Maria Lang über den Kanzlerkandidaten Edmund Stoiber, 2002)
- „unter uns ist – zu meiner großen Freude – der Doyen der deutschen Karikatur“[9] (Wolfgang Thierse über Ernst Maria Lang)
- „Mit Ihrem breiten Schaffen haben Sie mehr als nur Spuren hinterlassen. Sie sind, um es in der Sprache der Architekten zu sagen, eine profilüberragende Dominante in unserer Stadt.“[10] (Christian Ude in einem Glückwunschschreiben zum 90. Geburtstag Langs)

## Werk

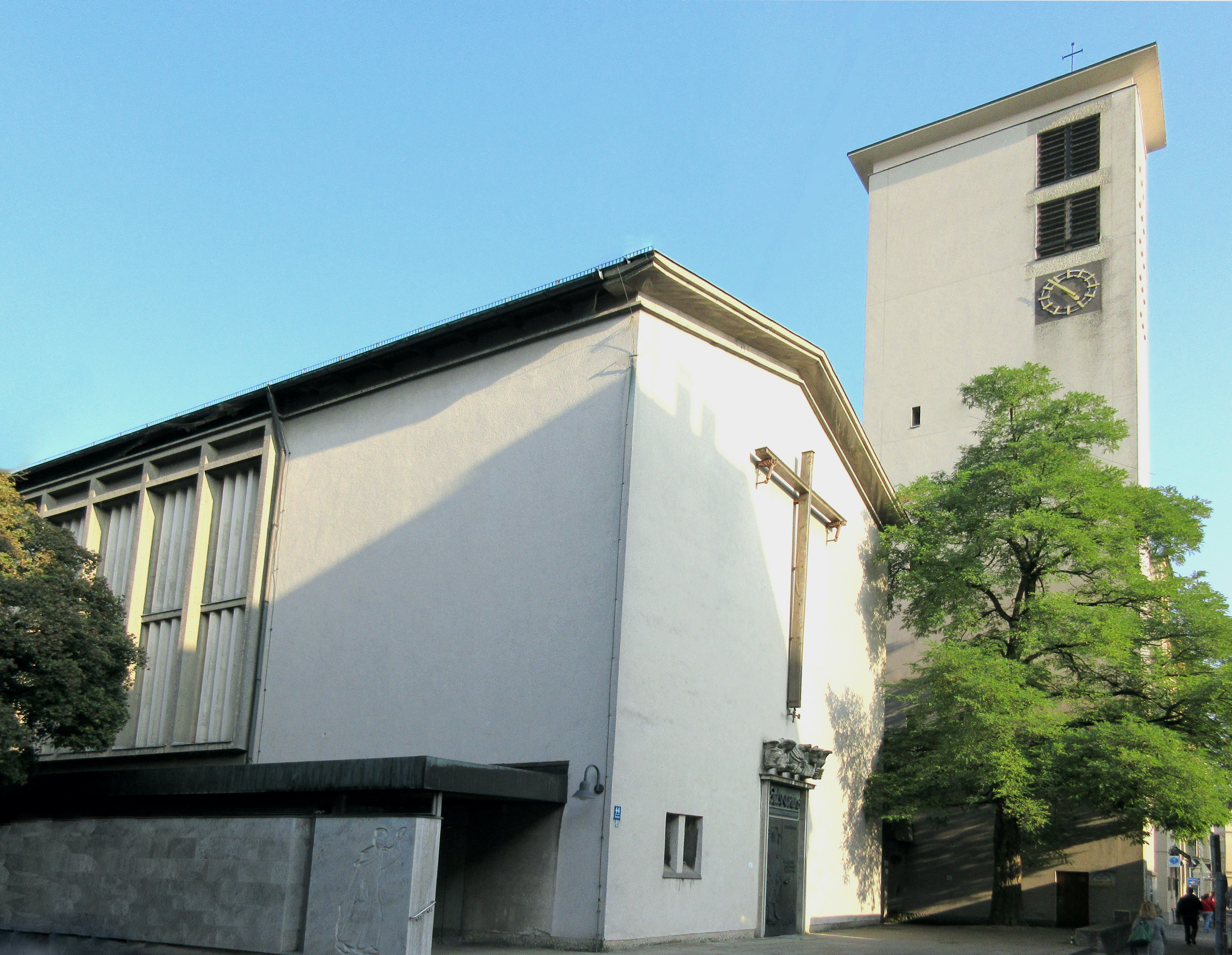
Kirche St. Andreas in München

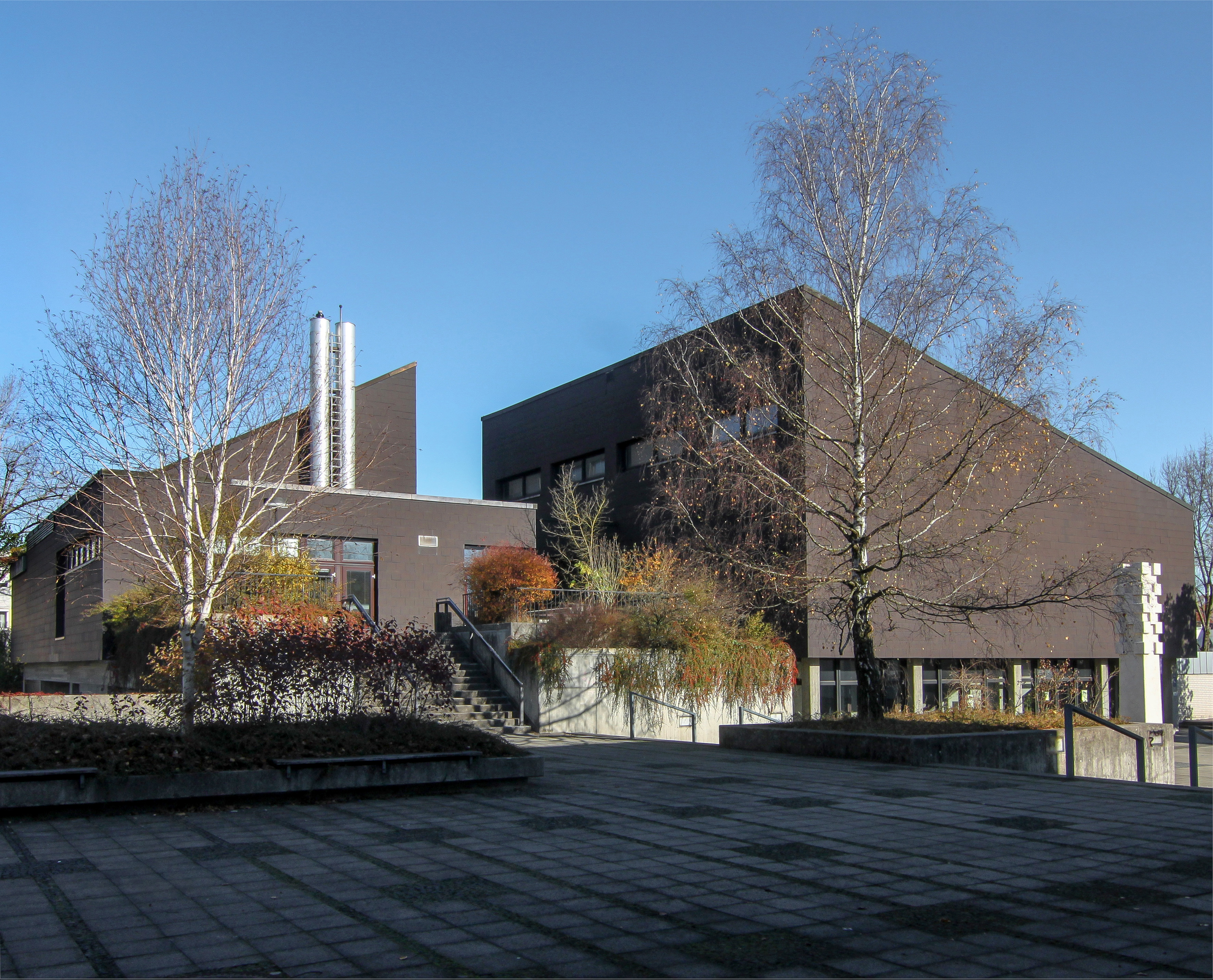
Ökumenisches Kirchenzentrum Parkstadt Solln

### Bauten und Entwürfe
- 1953 Pfarrkirche St. Andreas im Münchner Schlachthofviertel
- 1956 Erweiterungsbau neben der Volksschule an der Herterichstraße in München-Solln
- ab 1957 Flaksiedlung in Allach-Untermenzing
- 1960–1978 Studentenstadt Freimann
- 1965 Am Hasenbergl
- 1965–1967 Parkstadt Solln
- 1969–1971 Hacker-Zentrum an der Theresienhöhe
- 1974–1975 Ökumenisches Kirchenzentrum Parkstadt Solln mit St. Ansgar (kath.) und Petruskirche (evang.)
- 1983 Wirtshaus am Rosengarten im Münchener Westpark

### Karikaturen
(in selbständigen Veröffentlichungen)
- Politische Drehbühne. Karikaturen aus der Süddeutschen Zeitung 1947–1949. Süddeutscher Verlag, München 1949 (37 Bl.).
- Die Zwerge gehn in volle Deckung. Balladen aus dem Bayerischen Fernsehen. Feder Verlag, München 1959 (69 S.).
- Korsaren und Korsette. Politische Karikaturen. Feder Verlag, München 1960 (70 S.).
- Deutschland, ich muss dich lassen. Aus dem Leben eines Bundeskanzlers. Feder Verlag, München 1963 (71 S.).
- Satireteller (1960er Jahre): Rosenthal veröffentlichte in limitierter Kunstreihe zu je 5000 Stück dreizehn Teller mit Karikaturen von Ernst Maria Lang. Karikiert wurden Politiker, Künstler und Unternehmer: K. Adenauer, Th. Heuss, W.Scheel, W. Brandt, M. Dietrich, H.v. Karajan, H. Schmidt, B. Kreisky, H. Kohl, Fr.-J. Strauss, H. Rühmann, Mao Tse Tung und Philipp Rosenthal.[11]
- Spekulanten. Gezeichnet und besungen. Lübbe, Bergisch Gladbach 1967 (64 S.).
- Die Gezeichneten. 145 Karikaturen von sehenswerten Politikern und ihren Aktionen mit Kurzinterviews und Autogrammen. Süddeutscher Verlag, München 1973, ISBN 3-7991-5677-1 (174 S.).
- Herbert Hess (Red.), Ironimus (Vorwort): So lang die Tusche reicht. Respektlose Aufzeichnungen über die Zeit und Zeitgenossen. Süddeutscher Verlag, München 1976, ISBN 3-7991-5897-9 (239 S.).
- Von Ernst Maria Lang durchschaut … und kurz gezeichnet. Respektloses über die Zeit & Zeitgenossen. Süddeutscher Verlag, München 1981, ISBN 3-7991-6128-7 (219 S.).
- (mit Eckart Hachfeld): Amadeus’ Weltgeschichte. Von Adam bis Napoleon. Heyne, München 1984, ISBN 3-453-01887-7 (251 S.).
- Heinz Burghart (Hrsg.): Bayrisch derbleckt. Drei Zeichner auf Sendung im Bayern-Report. (Ernst Maria Lang, Dieter Hanitzsch, Gerhard Joksch) Olzog, München 1985, ISBN 3-7892-7268-X (111 S.).
- Bei Ernst Maria Lang unter die Feder geraten. Respektlose Aufzeichnungen über die Zeit & Zeitgenossen. Süddeutscher Verlag, München 1986, ISBN 3-7991-6336-0 (159 S.).
- Heinz Burghart (Hrsg.): Fernsehspitzen. Drei Zeichner auf Sendung im Bayern-Report. (Ernst Maria Lang, Dieter Hanitzsch, Gerhard Joksch) TR-Verlagsunion / Olzog, München 1986, ISBN 3-7892-7295-7 (112 S.).
- Hans Wichmann (Hrsg.): Bayern und Ereignisse der Welt. Karikaturen der Süddeutschen Zeitung. (mit Beiträgen von Hans Heigert und Hellmuth Karasek; in Zusammenarbeit mit der Neuen Sammlung, Staatliches Museum für Angewandte Kunst, München) Birkhäuser, Basel u. a. 1990, ISBN 3-7643-2520-8 (300 S.).
- Immer auf die Großen. Karikaturen eines Unbequemen. (mit einem Essay von Hellmuth Karasek) Hugendubel, München 1996, ISBN 3-88034-912-6 (174 S.).
- Das wars – wars das? Erinnerungen. Taschenbuchausgabe. Piper, München 2004, ISBN 3-492-24294-4 (519 S.).